# Abramowo (Kaliningrad)
Abramowo (russisch Абрамово, deutsch Klein Rudminnen, 1938 bis 1945 Kleinruden, auch: Dickschen, 1938 bis 1945 Lindbach, litauisch Žirnupiai) ist ein Ort in der russischen Oblast Kaliningrad im Rajon Krasnosnamensk. Er gehört zur kommunalen Selbstverwaltungseinheit Munizipalkreis Krasnosnamensk.
Sowohl vom ehemaligen Klein Rudminnen/Kleinruden, als auch vom ehemaligen Dickschen/Lindbach ist kaum noch etwas vorhanden (ein bzw. zwei Anwesen, Stand 2021). Einige Anwesen gibt es im Bereich des vor 1945 Abbau II genannten Bereichs, der damals zu Groß Rudminnen/Wietzheim – heute ein Teil von Bobrowo – gehörte. Dort befindet sich auch ein Betrieb (Balttorf), der Torf aus dem Boloto Welikoje (deutsch: Kacksche Balis, amtlich: Torfmoor Königshuld) abbaut.

## Geographische Lage
Abramowo liegt an der Regionalstraße 27A-025 (ex R508) acht Kilometer westlich der Rajonstadt Krasnosnamensk (Lasdehnen/Haselberg). Die Häuser des ehemaligen Dickschen/Lindbach befinden sich etwa zwei Kilometer nördlich an zwei etwa 600 Meter voneinander entfernt liegenden Stellen nahe der Szeszuppe.

## Geschichte

### Klein Rudminnen (Kleinruden)
54° 58′ 21″ N, 22° 21′ 14″ O

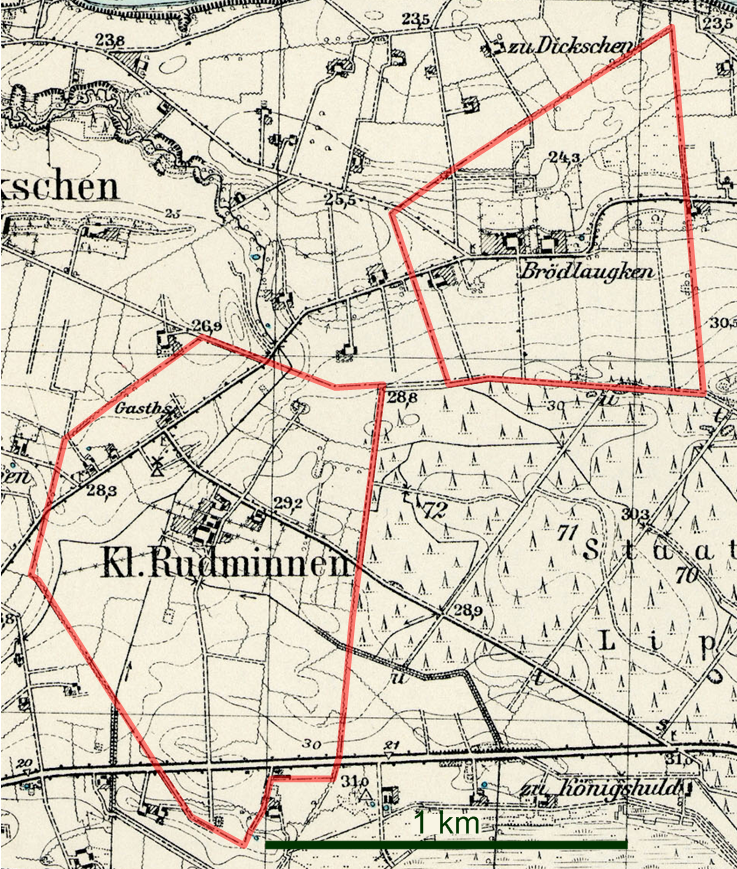
Die Landgemeinde Klein Rudminnen auf einem Messtischblatt von 1927

Klein Rudminnen (auch als Szirnuppen bekannt) war im 18. Jahrhundert ein kölmisches Dorf. Im Jahr 1854 wurde die Besitzung Brödlaugken (54° 58′ 46″ N, 22° 22′ 3″ O) an Klein Rudminnen angeschlossen. Im Jahr 1874 kam die Landgemeinde Klein Rudminnen zum neu gebildeten Amtsbezirk Tuppen im Kreis Pillkallen. 1938 wurde Klein Rudminnen in Kleinruden umbenannt. Der Ortsteil Brödlaugken erhielt den neuen Namen Vielwege.
Im Jahre 1945 wurde der Ort in Folge des Zweiten Weltkrieges mit dem gesamten nördlichen Ostpreußen der Sowjetunion zugeordnet.

#### Einwohnerentwicklung
| Jahr | Einwohner | Bemerkungen             |
| ---- | --------- | ----------------------- |
| 1867 | 77        |                         |
| 1871 | 66        | Davon in Brödlaugken 19 |
| 1885 | 83        | Davon in Brödlaugken 16 |
| 1905 | 63        | Davon in Brödlaugken 11 |
| 1910 | 70        |                         |
| 1933 | 66        |                         |
| 1939 | 63        |                         |

### Dickschen (Lindbach)
54° 59′ 3″ N, 22° 20′ 25″ O

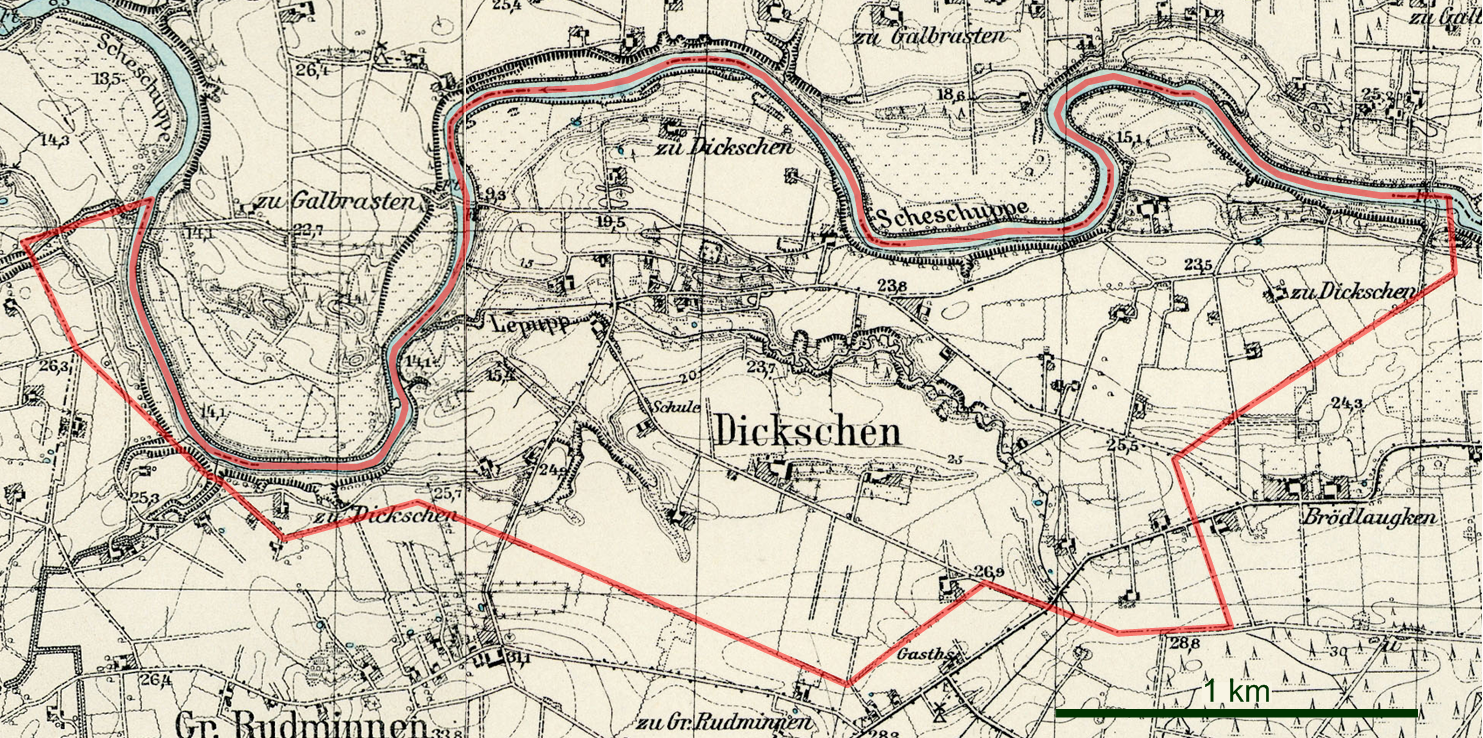
Die Landgemeinde Dickschen auf einem Messtischblatt von 1927

Im 18. Jahrhundert war der damals mit Dückschen bezeichnete Ort ein königliches Bauerndorf. Wie Klein Rudminnen gehörte die Landgemeinde Dickschen seit 1874 zum Amtsbezirk Tuppen. 1938 wurde Dickschen in Lindbach umbenannt.
Auch dieser Ort kam 1945 zur Sowjetunion.

#### Einwohnerentwicklung
| Jahr | Einwohner |
| ---- | --------- |
| 1867 | 202       |
| 1871 | 219       |
| 1885 | 247       |
| 1905 | 242       |
| 1910 | 218       |
| 1933 | 205       |
| 1939 | 176       |

### Abramowo
Im Jahr 1947 erhielt der Ort Klein Rudminnen (Kleinruden) die russische Bezeichnung Abramowo und wurde gleichzeitig dem Dorfsowjet Podgorodnenski selski Sowet im Rajon Krasnosnamensk zugeordnet. In der Folge wurde auch das ehemalige Dickschen (Lindbach) mit zu Abramowo gezählt. Später gelangte Abramowo in den Timofejewski selski Sowet. Von 2008 bis 2015 gehörte der Ort zur Landgemeinde Alexejewskoje selskoje posselenije, von 2016 bis 2021 zum Stadtkreis Krasnosnamensk und seither zum Munizipalkreis Krasnosnamensk.

#### Einwohnerentwicklung
| Jahr | Einwohner |
| ---- | --------- |
| 1984 | ~ 50      |
| 2002 | 33        |
| 2010 | 32        |
| 2021 | 30        |

## Kirche
Die mehrheitlich evangelische Bevölkerung Klein Rudminnens resp. Kleinrudens sowie Dickschens resp. Lindbachs war vor 1945 in das Kirchspiel der Kirche Wedereitischken (der Ort hieß zwischen 1938 und 1946: Sandkirchen, heute russisch: Timofejewo) eingepfarrt. Sie war Teil der Diözese Ragnit im Kirchenkreis Tilsit-Ragnit innerhalb der Kirchenprovinz Ostpreußen der Kirche der Altpreußischen Union. Heute liegt Abramowo im weitflächigen Einzugsgebiet der neu entstandenen evangelisch-lutherischen Gemeinde in Sabrodino (Lesgewangminnen, 1938 bis 1946 Lesgewangen). Sie gehört zur Propstei Kaliningrad (Königsberg) der Evangelisch-lutherischen Kirche Europäisches Russland.

## Persönlichkeiten
- Hildegard Rauschenbach (* 15. März 1926 in Dickschen; † 2010), deutsche Schriftstellerin